# 塔季扬娜·布尔诺维奇
塔季扬娜·布尔诺维奇（1998年11月9日—），黑山女子手球运动员。她曾代表黑山国家队参加2020年夏季奥林匹克运动会女子手球比赛，获得第6名。